# Retablo de Santa Bárbara
El Retablo de Santa Bárbara es un retablo pintado por Gonçal Peris Sarrià entre 1410 y 1425. Actualmente se expone en el Museo Nacional de Arte de Cataluña.

## Descripción
Este retablo, antes atribuido a Gonçal Peris, se adjudica actualmente a Gonçal Peris Sarrià, hijo de Joan Peris y uno de los más internacionales representantes del gótico valenciano. En su estilo predominan los elementos expresivos y pintorescos, la desenvoltura lineal y el encanto cromático. El compartimento principal del retablo representa a la santa titular, con sus atributos distintivos —la torre, alusiva a su encarcelamiento, y la palma, por su condición de mártir— y, encima de ella, el Calvario. En las calles laterales se representan varios episodios de la vida de santa Bárbara, a la que se invocaba contra los rayos y las tormentas.